# Базилика Вознесения Девы Марии (Страгов)
Базилика Вознесения Девы Марии (чеш. Bazilika Nanebevzetí Panny Marie) — католический монастырский и приходской костёл преимущественно в стиле барокко при Страговском монастыре премонстрантов в Градчанах (Прага), основанный князем Чехии Владиславом II одновременно со Страговским аббатством. С 6 ноября 1991 года обладает титулом малой базилики.

## История

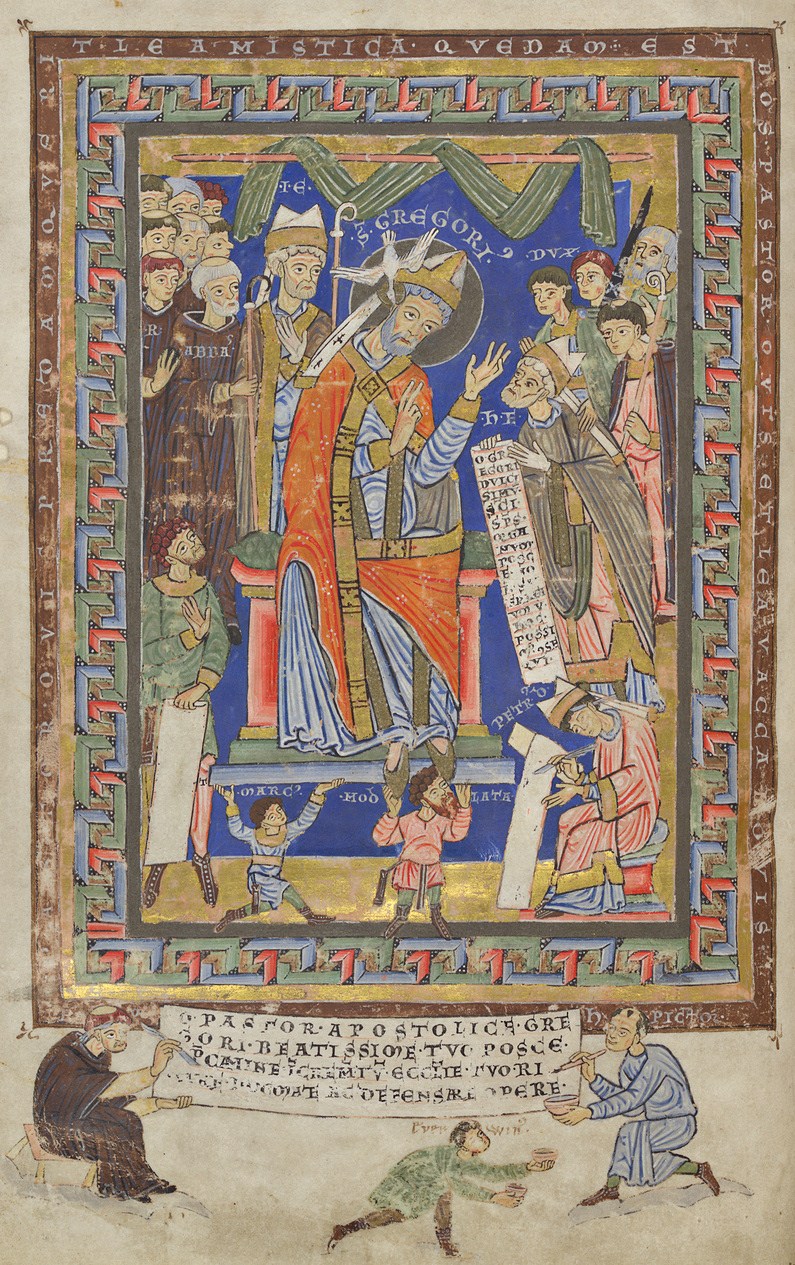
Епископ Оломоуца Йиндржих Здик перед св. папой Григорием Великим. Оломоуцкий горологиум, 1140 год

Возведение костёла Вознесения Девы Марии связано с основанием на Страговском холме премонстрантского монастыря в 1143 году. Монастырь был заложен князем Чехии Владиславом II (будущим королём Владиславом I) по инициативе епископа Оломоуца Йиндржиха Здика. В 1150 году в костёле был похоронен епископ Йиндржих Здик, затем жена короля Владислава I Гертруда фон Бабенберг (ум. в 1150 году, впоследствии перезахоронена в Доксанском монастыре), а в 1176 году в храме был перезахоронен и сам король Владислав. Несмотря на исторические свидетельства, при археологических исследованиях в храме их захоронения найдены не были.
Каменный храм Вознесения Девы Марии в форме романской трёхнефной базилики длинною 56 метров и шириною 22 метра с трансептом и двумя призматическими башнями был возведён вероятно в 1149 году (по крайней мере, в этом году уже были возведены хоры). Стараниями страговского аббата Войтеха (1176—1208) хоры храма были повышены и 25 апреля 1182 года их освятил архиепископ Зальцбурга Адальберт (Войтех) III, третий сын короля Владислава I. В том же году в храме был похоронен епископ Оломоуца Детлеб. 
Перед пожаром 1258 года страговский костёл считался одним из четырёх главных храмов Чешского королевства наряду с собором Святого Вита, костёлом Святых Петра и Павла и храмом Бржевновского монастыря. В 1258—1263 годах в результате реконструкции, проведённой аббатом Яном I после пожара, костёл приобрел готический вид, который сохранялся в течение нескольких следующих веков. Плоский деревянный потолок был заменён на свод, а к северному боковому нефу была пристроена готическая капелла Святой Урсулы. Костёл пережил не только страшный пожар 1258 года, но и сопровождавшиеся разорением католических храмов гуситские войны XV века, однако проведённые в 50-х годах XX века археологические исследования не обнаружили следов разрушения костёла в эти периоды.
В начале XIV века храм был разграблен наёмниками короля Генриха Хорутанского. При короле Яне Люксембургском аббат Герард (1307—1321/3) произвёл ремонт и обновление храма и пристроил к нему две капеллы — Святого Эрхарда и Святых Ангелов. 8 мая 1420 года гуситы разграбили и сожгли костёл Вознесения Девы Марии вместе со всем монастырём, часть монахов спаслась бегством, часть была перебита. Богослужение в страговском костёле возобновились только при новом аббате Льве из Букшице (1436—1445), однако постепенное восстановление храма и монастыря началось только при аббате Яне IV (1454—1470). 24 сентября 1486 года храм вновь был разграблен бунтующей вооружённой толпой. 
К началу XVII века храм пришёл в полное запустение. В нормальном состоянии была только капелла Святой Урсулы, в которой вела богослужение малая община премонстрантов. В 1601—1605 годах при аббате Яне X Логеле (1586—1612) страговский костел был восстановлен и реконструирован в ренессансном стиле под руководством, скорее всего, итальянского архитектора Босси де Кампионе. 
Барочный вид храм приобрёл после реконструкции, произведённой при преемнике Яна Логела — аббате Каспаре фон Квестенберге (1612—1640). При нём же в 1627 году в монастырский храм были перенесены из Магдебурга мощи основателя ордена премонстрантов Святого Норберта Ксантенского, был расширен трансепт, а размер базилики увеличился в направлении запада. В 1630 году был создан новый фасад храма. Ян Логел, будучи уже архиепископом Пражским, после своей смерти в 1622 году был похоронен перед главным алтарём страговского храма. 
В 1742 году базилика была существенно повреждена в результате французских обстрелов и бомбардировок, после чего её фасад был реконструирован в стиле позднего барокко в соответствии с проектом Ансельмо Лураго и А. Гаффенекера. Скульптуры на фасаде костёла были выполнены Яном Антонином Квиттайнером. Барочный вид приобрёл и интерьер храма: силезский художник Вилем Нойнгерц 1743 году расписал картуши вдоль стен главного нефа фресками со сценами из жизни Святого Норберта, а свод храма — фресками на марианские темы, автором художественной штукатурки был Ян Паллиарди, главный алтарь и 10 боковых алтарей в 1768—1769 годах изготовил пражский каменотес Йосеф Лауерманн, а скульптуры алтарей создали Игнац Платцер (главный алтарь) и Я. А. Квиттайнер (боковые алтари). Алтарные образы были написаны преимущественно Леопольдом Виллманном, Ксавером Балко и Сиардом Носецким.
В 1774 году на хорах храма были установлены органы. В конце XVIII — XIX веках на органах храма играли такие известные органисты как Ян Крштител Кухарж и Роберт Фюрер, а в 1787 году на храмовых органах импровизировал Вольфганг Амадей Моцарт. В 1900 году старые органы были заменены на новые.
6 ноября 1991 года папа римский Иоанн Павел II даровал храму титул малой базилики. Торжества по этому случаю проводились 1—2 февраля 1992 года.
|                                  |  |                                                               |  |                                         |  |                        |
| Алтарная апсида и башни базилики |  | Базилика Вознесения Девы Марии посреди Страговского монастыря |  | Статуя агнца на главном фасаде базилики |  | Главный фасад базилики |

## Описание

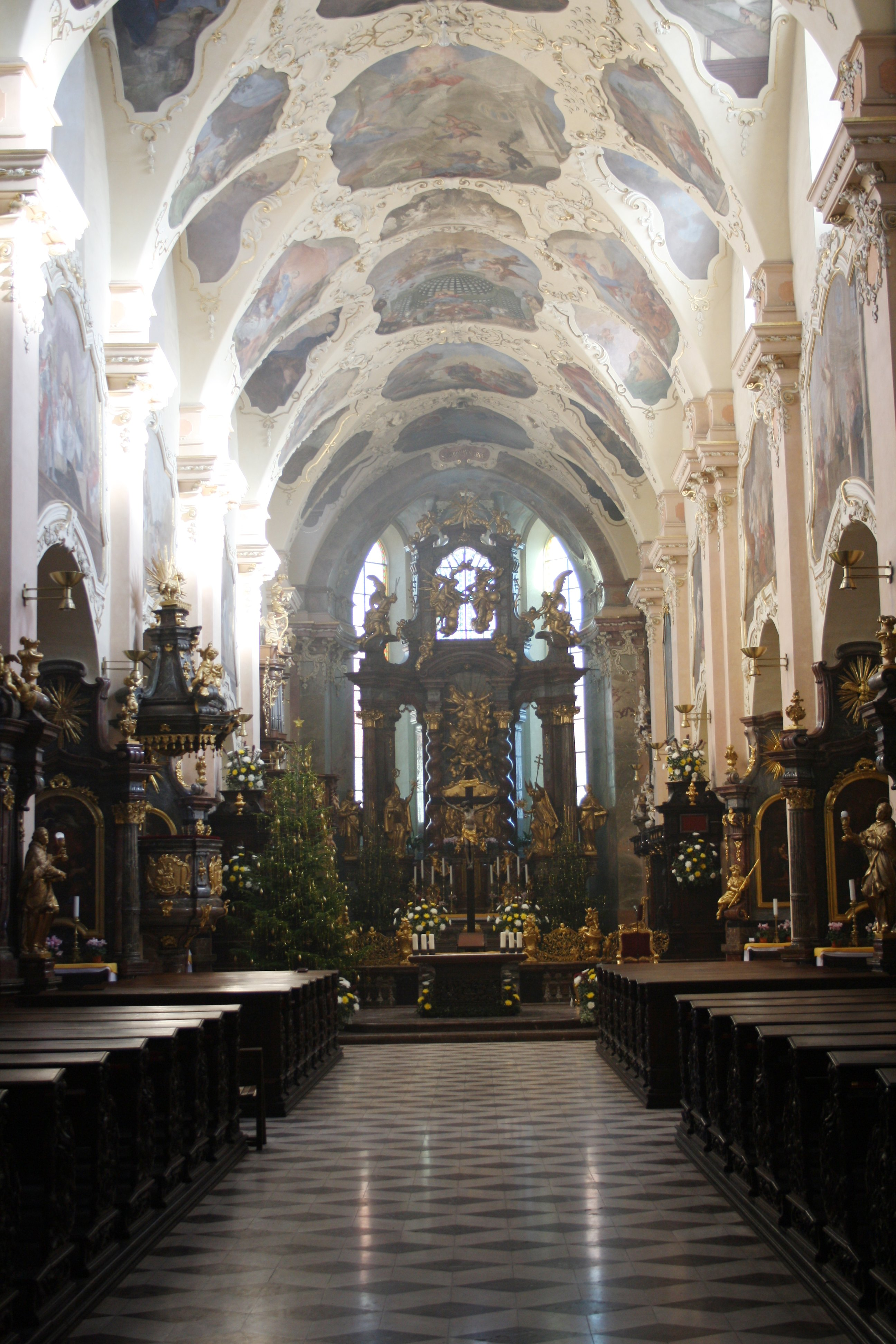
Главный алтарь и малые алтари базилики

Храм Вознесения Девы Марии в Страговском монастыре за свою почти девятисотлетнюю историю несколько раз перестраивался, поэтому в его нынешнем облике можно найти следы различных архитектурных стилей. Храм построен в виде трёхнефной романской базилики с плоским барочным сводом и тремя одинаковыми апсидами в восточной оконечности. Трансепт базилики по своему стилю является готическим, а пресвитерий — ренессансным. Две высокие храмовые башни заметно доминируют в области, тем более, что сам монастырь и храм находятся на возвышенности Страговского холма. Длина базилики составляет 63 метра, ширина — 10, а высота — 16.
Главный алтарь в апсиде базилики был изготовлен из мрамора Йосефом Лауерманном, он украшен рельефом со сценой Вознесения Девы Марии и статуями Святого Августина, Святого Норберта Ксантенского и Святого Германа Иосифа Штейнфельдского. В южной части хора находится символический надгробный камень короля Владислава I, останки которого были захоронены в храме, однако точное место погребения было забыто. На южной стороне хора находится надгробный камень архиепископа Пражского Яна III Логела (1549—1622), бывшего ранее страговским аббатом. Под хором находятся гробницы страговских аббатов и монахов. Сам хор отделён от нефа мраморной конструкцией.
В колоннах главного нефа, отделяющих его от боковых нефов, располагаются 10 боковых алтарей, посвящённых Рождеству Господнему, Божественному Сердцу Господнему, Святому Яну Непомуцкому, Святой Марии Магдалине, Обращению Апостола Павла, Святому Мартину, Святой Анне, Святому Августину, Чешским Покровителям и Посещению Девы Марии.
В южном нефе с XIV века находилась готическая капелла Святых Ангелов, которую по указанию генералиссимуса Альбрехта Вальдштейна (ум. 1634) перестроили в барочную капеллу Девы Марии Пасовской для захоронения в ней рейхсмаршала Готфрида Паппенгейма и племянника Вальдштейна Бертольда, погибших в битве при Лютцене в 1632 году. Под капеллой находится гробница Паппенгейма и пустой склеп, в котором в своё время должен был быть захоронен сам Альбрехт Вальдштейна. На барочном алтаре помещена копия образа Девы Марии Пасовской, а потолок капеллы украшает фреска работы Сиарда Носецкого со сценами битвы при Лютцене. 
На противоположной стороне храма, в северном нефе, находится изначально готическая капелла Святой Урсулы, в которой находятся алтарь Святого Норберта с мощами этого святого и алтарь Святой Урсулы и её спутниц с мощами некоторых из них, полученными храмом от кёльнского архиепископа Конрада в 1256 году. После того как в 1873 году в капеллу Святой Урсулы были перенесены мощи Святого Норберта, капелла была перепосвящена этому святому.
Западная сторона базилики заканчивается хорами, на которых находятся установленные в 1774 году органы.